# Spodoptera ochrea
Spodoptera ochrea är en fjärilsart som beskrevs av George Francis Hampson 1909. Spodoptera ochrea ingår i släktet Spodoptera och familjen nattflyn. Inga underarter finns listade i Catalogue of Life.